# Direttiva sul diritto d'autore nel mercato unico digitale
La Direttiva sul diritto d'autore nel mercato unico digitale, o Direttiva 2019/790, è una direttiva dell'Unione europea che ha l'obiettivo di armonizzare il quadro normativo comunitario del diritto d'autore nell'ambito delle tecnologie digitali e in particolare di Internet.
La proposta è stata approvata in commissione giuridica del Parlamento europeo il 20 giugno 2018 e dal Parlamento, in una versione parzialmente modificata, il 12 settembre 2018; il testo della direttiva, dopo i negoziati del trilogo, è stata approvata dal Parlamento europeo il 26 marzo 2019 e successivamente dal Consiglio dell'Unione europea il 17 aprile 2019.
Le proposte contenute nella direttiva europea includono, tra l'altro, la possibilità per gli editori di chiedere il pagamento per l'uso di brevi frammenti di testo, che i siti web a scopo di lucro che ospitano principalmente contenuti pubblicati dagli utenti adottino misure "efficaci e proporzionate" per prevenire la pubblicazione non autorizzata di contenuti protetti da copyright e le eccezioni al diritto d'autore per l'estrazione di testi e dati da parte di istituti di ricerca scientifica. Poiché sia le licenze che le eccezioni sono stabilite su base nazionale, gli articoli 11 e 13 frammenterebbero il mercato dell'UE in contrasto con l'obiettivo dichiarato della direttiva. Il membro britannico del parlamento Stephen Doughty ha proposto inoltre che certi filtri sulle pubblicazioni online venissero implementati anche per prevenire la comparsa di "materiale estremista" su Internet.
Il 26 aprile 2018, 145 organizzazioni nei settori dei diritti umani e digitali, della libertà dei media, dell'editoria, delle biblioteche, delle istituzioni educative, degli sviluppatori di software e dei fornitori di servizi Internet hanno firmato una lettera di opposizione alla legislazione proposta. Alcuni degli oppositori includono Electronic Frontier Foundation, Creative Commons, European Digital Rights, vari capitoli di Wikimedia, e, dal 29 giugno 2018, Wikimedia Foundation, l'ente che sostiene il mantenimento e lo sviluppo di Wikipedia. Tra i singoli individui che si sono opposti alla direttiva si sono pronunciati Tim Berners-Lee e Vint Cerf, i quali hanno presentato le proprie preoccupazioni a proposito dei costi e dell'efficacia di tali filtri preventivi e dei loro effetti negativi sulla libertà di parola online. In risposta alla direttiva proposta, è stata lanciata una petizione su Change.org che, a marzo 2019, ha raccolto oltre 5 000 000 firme (rispetto alle 860.000 di luglio 2018). Dall'altro lato, l'approvazione della direttiva è sostenuta da editori, gruppi di media e case discografiche, tra i quali David Guetta, tre tra le maggiori etichette discografiche e la Independent Music Companies Association.

## Storia

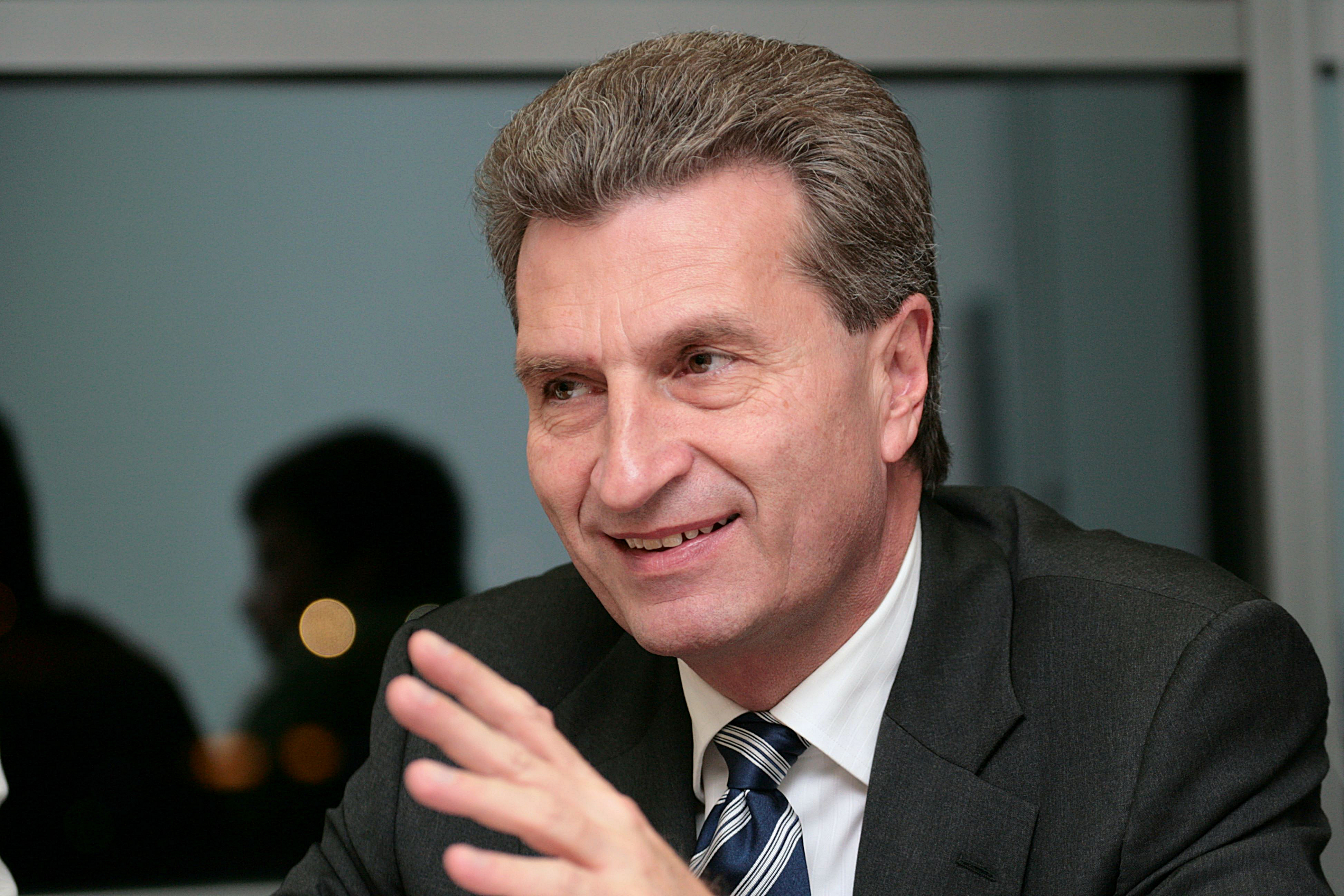
Günther Oettinger, Commissario europeo per l'economia e la società digitali nel biennio 2014-2016

La direttiva è stata proposta dalla Commissione europea il 14 settembre 2016, in seguito alla comunicazione del dicembre 2015 Verso un quadro normativo moderno e più europeo sul diritto d’autore, che auspicava un aggiornamento della normativa europea in materia di diritto d'autore.
Il 25 maggio 2018 il Comitato dei rappresentanti permanenti del Consiglio dell'Unione europea ha approvato un testo. Un diverso testo è stato approvato dalla Commissione giuridica del Parlamento europeo (JURI) il 20 giugno 2018, con voto a favore dei gruppi PPE, ALDE ed ENF, la contrarietà dei gruppi Verdi/ALE e GUE/NGL e l'astensione del gruppo ECR, mentre si sono invece divisi tra favorevoli e contrari i gruppi S&D e EFDD. Questa decisione avrebbe dovuto essere confermata dal Parlamento europeo in una seduta plenaria, prevista per luglio 2018.

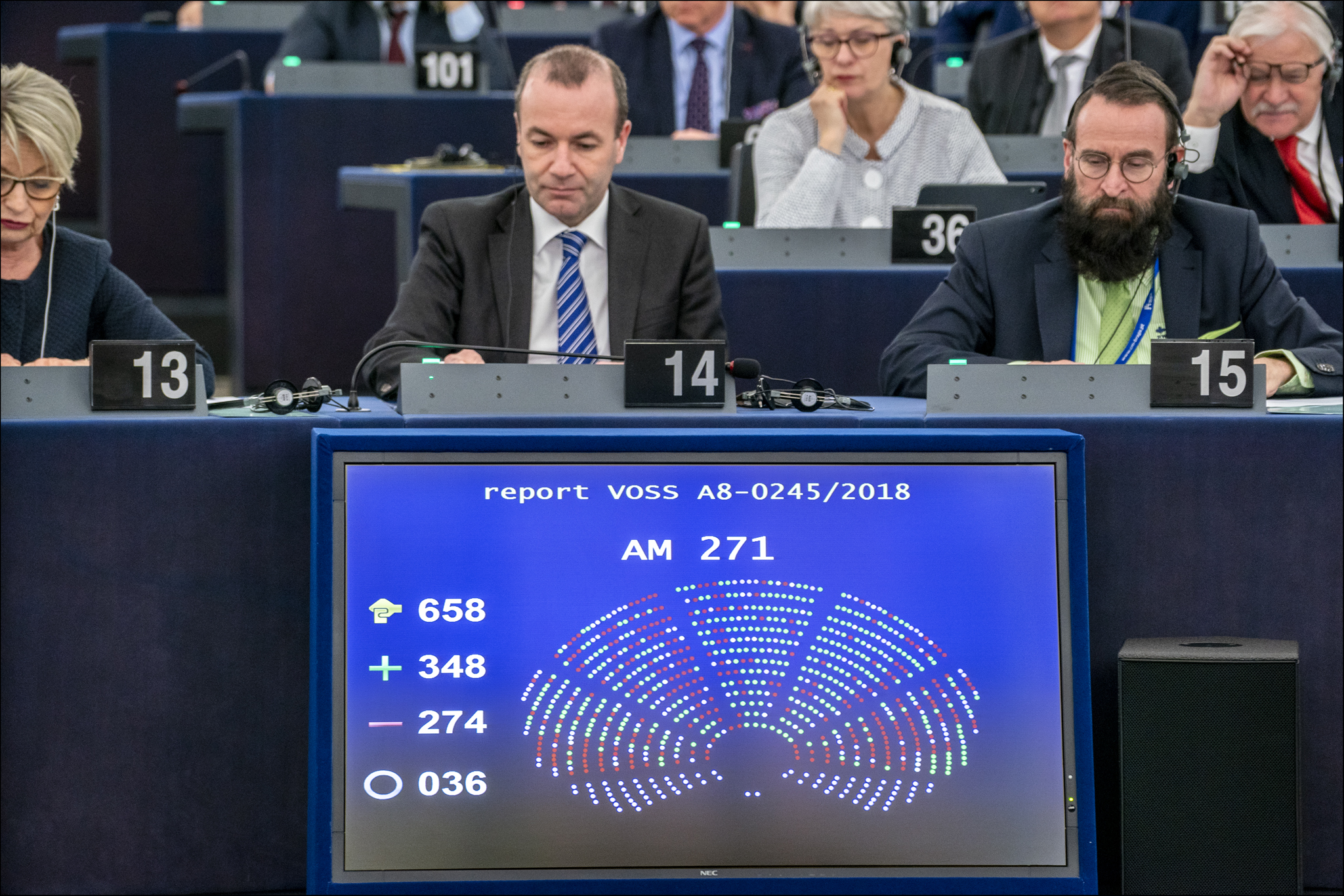
Approvazione della direttiva da parte del Parlamento europeo nella seduta del 26 marzo 2019

Il 5 luglio 2018 la Proposta di direttiva è stata rigettata dal Parlamento europeo con 318 contrari contro 278 favorevoli (e 31 astenuti), riaprendo la discussione e posticipandola a settembre 2018. Il 12 settembre è stata approvata in seconda lettura con l'aggiunta di 45 emendamenti. Il 26 novembre, il 3 dicembre e il 13 dicembre 2018 si svolgono 3 riunioni del trilogo, concluse con un nulla di fatto. Quindi il trilogo viene rimandato al 21 gennaio 2019. Tuttavia, il 18 gennaio 2019, 11 nazioni contrarie alla direttiva creano la minoranza di blocco e ciò porta a saltare il trilogo previsto per il 21 gennaio 2019. A quel punto si pensa che la palla debba passare alla nuova legislatura, visto l'imminenza della scadenza dell'attuale mandato. Tuttavia, il 4 febbraio 2019 Emmanuel Macron stipula un accordo con Angela Merkel nel quale si prevedono delle esenzioni. L'8 febbraio 2019 una nuova riunione degli stati membri approva questo accordo e quindi viene fissato un nuovo trilogo per l'11 febbraio. Il trilogo dura 3 giorni e si conclude con esito positivo il 13 febbraio 2019. Il 20 febbraio c'e una nuova riunione degli stati membri che hanno approvato l'accordo del trilogo.
Il 26 marzo 2019 il Parlamento europeo ha approvato in prima lettura la Proposta di direttiva sul diritto d'autore con 348 voti favorevoli, 274 contrari e 36 astenuti.
Il 15 aprile 2019, nonostante le numerose mobilitazioni il Consiglio dell'Unione Europea ha approvato in via definitiva la direttiva sul diritto d'autore, con il voto contrario di Italia, Svezia, Finlandia, Polonia, Paesi Bassi e Lussemburgo e senza la facoltà di votare per l'approvazione dei singoli articoli. Questo passo sancisce l'approvazione dei controversi articoli 11 e 17, la versione emendata dell'ex art. 13, comprendenti la cosiddetta "legge salva-meme" e le clausole di protezione della libertà d'espressione per utenti finali.
Dal momento dell'entrata in vigore della norma (6 giugno 2019), gli Stati membri avevano esattamente due anni per il recepimento (deadline fissata per giugno 2021). Il primo Paese Ue a recepirla è stata la Francia nel luglio 2019.
Il 21 aprile 2021 l'Italia ha ricevuto il sì del Parlamento e ha così recepito la direttiva sul diritto d'autore. La legge è entrata in vigore il 12 dicembre 2021.

## Contenuto della direttiva
Il Consiglio europeo elenca, tra i propri obiettivi principali, la tutela delle pubblicazioni sulla stampa, la riduzione del "divario di valore" tra i profitti realizzati dalle piattaforme della rete Internet e dai creatori di contenuti, la promozione della "collaborazione" tra questi due gruppi e la creazione di eccezioni al diritto d'autore per l'estrazione di testi e di dati. Tra le proposte specifiche della direttiva figurano: il riconoscimento, a favore degli editori di giornali, del diritto d'autore diretto al riutilizzo delle proprie pubblicazioni da parte delle piattaforme online, come gli aggregatori di notizie o i servizi di monitoraggio dei media (considerando n. 54); l'obbligo per i siti web che ospitano principalmente contenuti pubblicati dagli utenti di adottare strumenti adeguati ed efficaci per impedire la pubblicazione non autorizzata di contenuti protetti dal diritto d'autore; l'assunzione di responsabilità per le azioni degli utenti (articolo 17). Come per tutte le direttive UE, le disposizioni su licenze ed eccezioni dovranno essere recepite dagli Stati membri dell'UE nei rispettivi ordinamenti giuridici nazionali.
Tra gli obiettivi dichiarati figurano un maggiore accesso transfrontaliero ai contenuti disponibili online, un migliore funzionamento del mercato dei diritti d'autore, un equilibrio finanziario tra i creatori di opere originali e gli editori di siti web che utilizzano i contenuti e una collaborazione più efficace tra coloro che creano contenuti, titolari dei diritti d'autore, e i fornitori di piattaforme online che offrono i contenuti caricati dagli utenti.

### Articolo 2
L'articolo 2 "Definizioni" indica i vari tipi di enti e di modalità di pubblicazione interessati dalla trattativa.
Indica in particolare al numero 6 cosa s'intende per prestatori di servizi di condivisione di contenuti online. Questi enti hanno come scopo principale (o uno dei principali) memorizzare e dare accesso al pubblico a grandi quantità di opere protette dal diritto d'autore o altri materiali protetti caricati dagli utenti. Fattore chiave è l'organizzazione e la promozione di questi contenuti a scopo di lucro.
Le enciclopedie online senza scopo di lucro, i repertori didattici o scientifici senza scopo di lucro, le piattaforme di sviluppo di condivisione di software open source, i fornitori di servizi di comunicazione elettronica ai sensi della direttiva (UE) 2018/1972, i mercati online, i servizi cloud da impresa a impresa e i servizi cloud che consentono agli utenti di caricare contenuti per uso personale non sono da considerarsi prestatori di servizi di condivisione di contenuti online ai sensi della direttiva.

### Articolo 3
L'articolo 3 "Estrazione di testo e di dati per scopi di ricerca scientifica" prevede un'eccezione obbligatoria al diritto d'autore per le riproduzioni e le estrazioni di testo e di dati, effettuate da organismi di ricerca e istituti di tutela del patrimonio culturale, per scopi di ricerca scientifica.
La versione del COREPER ebbe un'estensione sia obbligatoria che facoltativa. Prima dell'approvazione ufficiale della direttiva, 24 associazioni espressero le loro preoccupazioni dal momento che, a seconda che si fosse riconosciuto o meno lo status del dominio pubblico a fatti e informazioni, l'articolo 3 avrebbe potuto aumentare o diminuire le restrizioni rispetto allo status quo.

### Articolo 5
L'articolo 5 "Utilizzo di opere e altri materiali in attività didattiche digitali e transfrontaliere" prevede un'eccezione obbligatoria per consentire l'utilizzo digitale di opere e altri materiali, esclusivamente per finalità illustrativa ad uso didattico, giustificato dallo scopo non commerciale perseguito. L'articolo, una volta attuato, ha chiarito che gli istituti di istruzione possono fare un uso non commerciale delle opere protette dal diritto d'autore a fini illustrativi.
Prima dell'approvazione ufficiale della direttiva, il settore dell'istruzione temeva che l'eccezione proposta all'ex articolo 4 della Proposta di direttiva (ora articolo 5) fosse troppo restrittiva. Ad esempio, il settore proponeva di ampliare il campo di applicazione degli "istituti di istruzione" per includervi gli istituti per la conservazione dei beni culturali. La parte più dibattuta dell'ex articolo 4 fu il paragrafo 2, in base al quale l'eccezione non sarebbe stata disponibile se vi fossero state "licenze adeguate" disponibili sul mercato.
La versione del COREPER fu modificata per riflettere le argomentazioni del settore dell'istruzione, ma incluse ancora il paragrafo 2, di cui si era discusso.

### Articolo 14
L'articolo 14 "L’articolo 5, paragrafo 3, lettera a), della direttiva 2001/29/CE consente agli Stati membri di disporre eccezioni o limitazioni ai diritti di riproduzione.."

### Articolo 15
L'articolo 15 "Protezione delle pubblicazioni di carattere giornalistico in caso di utilizzo online" riconosce agli editori di giornali i diritti d'autore per l'utilizzo online delle loro pubblicazioni da parte delle piattaforme web.
Questi diritti, tuttavia, non si applicano all'utilizzo di singole parole o di estratti molto brevi di pubblicazioni di carattere giornalistico o all'utilizzo del link della pubblicazione.
Prima dell'approvazione ufficiale della direttiva, il corrispondente articolo della Proposta di direttiva (ex articolo 11) obbligava le piattaforme online che pubblicassero snippet diretti a pubblicazioni di carattere giornalistico a munirsi preventivamente di una licenza rilasciata dal detentore dei diritti. In virtù dell'allora ex articolo 12 (attualmente articolo 16), il detentore dei diritti poteva quindi "reclamare una quota del compenso previsto per gli utilizzi dell'opera", simile alla link tax spagnola.
Diversi commentatori segnalarono però che questa legislazione avrebbe avuto effetti negativi per i siti di notizie, in termini di traffico e di visibilità online, poiché le piattaforme come Google o Facebook avrebbero potuto decidere di non pagare il compenso per determinati siti o articoli, diminuendo drasticamente il traffico in entrata verso di essi.

### Articolo 16
Il titolo dell'articolo 16 è "Richieste di equo compenso", nel testo inglese fair compensation. Ad essa sono collegati la riparazione o indennizzo di un danno, stimabile con il fair value e oggetto di un fair payment (altrimenti chiamato anche fair value payment).
La licenza nel diritto anglosassone è riferita all'esistenza di uno scopo di lucro ed è nell'ordinamento italiano qualificabile come un contratto di licenza d'uso fra il titolare dei diritti e il prestatore di servizi. Il disposto contrattuale è a sua volta oggetto di interpretazione, anche in considerazione degli elementi extratestuali.

La Proposta di direttiva, all'ex articolo 12, non menzionava le licenze Creative Commons, né per gli utilizzi privi di scopo di lucro identificava una qualche licenza d'uso standard (non personalizzabile e non adattabile) ai singoli casi e situazioni, in cui fossero a priori nulle le eventuali clausole, limitazioni ed eccezioni introdotte fra le parti, al fine di escludere l'onere di interpretazioni contrattuali (ed extracontrattuali) e di limitare il contenzioso in merito alle richieste di equo compenso.
La Proposta di direttiva, all'ex articolo 12, apriva indirettamente a una determinazione del compenso "secondo gli usi o secondo equità", non regolata da criteri valutativi fissati per legge, un equo indennizzo quindi rimesso alla valutazione discrezionale della parte contraente e del giudice: sia per il quantum determinato secondo gli usi o secondo equità, che per l'an basato su un disposto contrattuale della licenza d'uso che è assoggettabile anche a interpretazione extra-testuale.
L'attuale articolo 16 prevede che il trasferimento o la concessione mediante licenza di un diritto dell'autore a un editore costituisce una base giuridica sufficiente, affinché l'editore abbia diritto a una quota del compenso previsto per gli utilizzi dell'opera.
La direttiva non accenna a un diritto di rivalsa che il prestatore di servizi Internet possa far valere nei confronti degli utenti del sito. Tuttavia, il soggetto che materialmente pubblica opere o altro materiale, fa scaturire il diritto dell'autore a un equo compenso. Gli utenti possono a loro volta essere tenuti a sottoscrivere termini e condizioni di una licenza d'uso dal prestatore di servizi Internet.
Il D. Lgs. 21 febbraio 2014, n. 21, in attuazione della Direttiva 2011/83/UE (vigente), all'art. 45 definisce come contratto a distanza: "qualsiasi contratto concluso tra il professionista e il consumatore nel quadro di un regime organizzato di vendita o di prestazione di servizi a distanza senza la presenza fisica e simultanea del professionista e del consumatore, mediante l'uso esclusivo di uno o più mezzi di comunicazione a distanza fino alla conclusione del contratto, compresa la conclusione del contratto stesso".
La nozione di contratto a distanza differisce da quella dei contratti di vendita e di servizi, anche per l'assenza di un obbligo di pagare. L'art. 3 comma 1 dovrebbe definire le parti contraenti: "consumatore" e "professionista".

### Articolo 17
L'articolo 17 "Utilizzo di contenuti protetti da parte di prestatori di servizi di condivisione di contenuti online" riguarda le piattaforme online con contenuto generato dagli utenti e impone strumenti adeguati ed efficaci, atti a evitare la violazione di copyright. Questo articolo (ex articolo 13 della Proposta di direttiva allora rubricato come "Utilizzo di contenuti protetti da parte di prestatori di servizi della società dell’informazione che memorizzano e danno accesso a grandi quantità di opere e altro materiale caricati dagli utenti") riguarda, infatti, l'utilizzo di contenuti protetti da diritti d'autore, da parte di siti web la cui natura permetta la condivisione di contenuti propri o di terze parti (social network, blog). In particolare, questo articolo prescrive che i contenuti caricati online all'interno dell'UE debbano essere verificati preventivamente, in modo da impedire che possano essere caricati online materiali protetti dal diritto d’autore.
Perché sia legittimo fornire un servizio di questo tipo il fornitore dev’essere dotato di una licenza. La norma dice però che il prestatore di servizi che non ottenga la licenza può ritenersi esente da responsabilità a certe condizioni. Deve aver compiuto il best effort (massimo sforzo) per ottenere la licenza, per assicurare che non siano disponibili contenuti per i quali abbia ricevuto le informazioni pertinenti e necessarie dai titolari dei diritti e, quando richiesto, per disabilitare l'accesso o rimuovere opere o materiali oggetto di segnalazione e per impedirne il caricamento in futuro.
Le piattaforme in questione, pertanto, sono tenute a dotarsi di sistemi automatizzati per la rimozione di contenuti protetti e agire al meglio delle proprie possibilità per limitare i danni per violazione da parte degli utenti. Tali misure si concretizzano in filtri preventivi, più o meno simili alla funzionalità "Content ID" di YouTube, che, tramite un riconoscimento automatico dei video, verifichino se il filmato caricato abbia contenuti protetti da copyright e, nel caso, lo eliminino dal sito o lo mostrino solo con pubblicità, in modo da condividere i ricavi con gli effettivi proprietari del diritto d'autore.
Secondo i critici, tale controllo sarebbe contrario ai principi di apertura e libera circolazione delle informazioni su Internet.
L'articolo 17 stabilisce che le indicazioni contenute nello stesso articolo non dovrebbero pregiudicare l'applicazione di eccezioni o limitazioni al diritto d'autore, in particolare quelle intese a garantire la libertà di espressione degli utenti. Le misure da adottare per evitare il caricamento di contenuti tutelati da diritto d’autore devono quindi essere bilanciate con i diritti fondamentali sanciti dalla Carta dei diritti fondamentali dell'Unione europea; non devono essere adottate se dovessero interferire con questi. A tal proposito è importante assicurare che i prestatori di servizi di condivisione di contenuti online offrano un efficace meccanismo di reclamo e ricorso per sostenere l'utilizzo per tali specifiche finalità.

## Posizioni
Alcuni punti della Proposta di direttiva hanno suscitato proteste da parte dell'opinione pubblica, poiché potrebbero cambiare il modo in cui viene usato Internet e, secondo i maggiori detrattori, portare a un controllo sulla libera circolazione delle informazioni online.
Gli articoli della Proposta di direttiva contestati furono, in particolare, gli allora n. 11 (Protezione delle pubblicazioni di carattere giornalistico in caso di utilizzo digitale) e n. 13 (Utilizzo di contenuti protetti da parte di prestatori di servizi della società dell’informazione che memorizzano e danno accesso a grandi quantità di opere e altro materiale caricati dagli utenti).

### Critiche e opposizioni
Ad opporsi agli allora articoli 11 e 13 della Proposta di direttiva è stata gran parte della comunità scientifica. La proposta è stata accolta, peraltro, da critiche diffuse e ha ricevuto forti opposizioni da parte di autori, giornalisti, editori, agenzie informative, studiosi di legge, esperti di internet, istituzioni culturali, utenti, organizzazioni per i diritti civili, UNHCR, legislatori e studi dell'Unione Europea. Sono stati pubblicati resoconti assai critici nei confronti della proposta da parte delle maggiori testate giornalistiche in Austria, Danimarca, Finlandia, Francia, Germania, Irlanda, Italia, Paesi Bassi, Polonia, Spagna, Slovacchia, Svizzera e Regno Unito.
Il 26 aprile 2018 145 organizzazioni europee operanti nei campi dei diritti umani, libertà di stampa, ricerca scientifica e industria informatica (tra cui la Electronic Frontier Foundation, Creative Commons e diversi capitoli Wikimedia) hanno firmato una lettera contro questa Proposta di direttiva.
Successivamente, a giugno 2018, 70 ricercatori e studiosi informatici, inclusi Tim Berners-Lee (inventore del World Wide Web), Vint Cerf (uno dei "padri di Internet"), Jimmy Wales (cofondatore di Wikipedia) e Brewster Kahle (fondatore di Internet Archive), hanno scritto una lettera al presidente del Parlamento europeo Antonio Tajani, chiedendogli di opporsi in particolare all'articolo 13, poiché porterebbe alla "trasformazione di Internet da una piattaforma aperta alla condivisione e innovazione a uno strumento per la sorveglianza automatizzata e il controllo degli utenti".

#### Proteste di alcune versioni linguistiche di Wikipedia

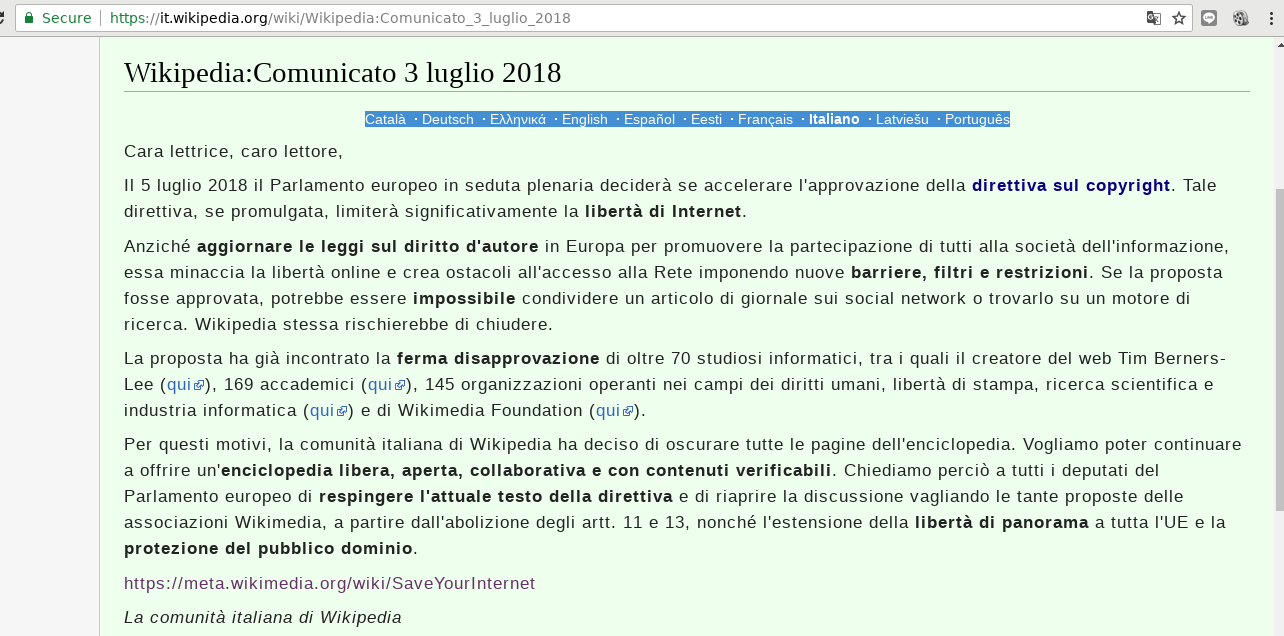
Il comunicato della comunità di Wikipedia in italiano

A partire dalla mattina del 3 luglio 2018, l'enciclopedia online Wikipedia in italiano, per protesta, ha temporaneamente bloccato l'accesso alle proprie pagine al fine di sensibilizzare sul tema, lasciando intendere che la nuova direttiva avrebbe potuto comportare persino la chiusura della stessa piattaforma. Al posto di mostrare la pagina cercata, ogni voce dell'enciclopedia (ad eccezione della pagina sulla direttiva europea stessa) reindirizzava a un comunicato informativo da parte della comunità italiana di Wikipedia riguardante la protesta in corso.
Cionondimeno, un articolo del Corriere della Sera, pubblicato il 3 luglio 2018, ha affermato che la direttiva non riguarderebbe le enciclopedie no-profit online, così come tutti i siti web non commerciali, secondo quanto scritto nell'articolo 2 della direttiva. Tuttavia, secondo l'europarlamentare Julia Reda, tale esenzione non sarebbe certa, perché anche se Wikipedia è di per sé un sito no-profit (oltre che un'enciclopedia online) il materiale in essa contenuto ha una licenza d'uso che permette il riutilizzo a scopo commerciale. Inoltre, sempre secondo Reda, tale eccezione ad hoc sembrerebbe nascere come esca per nascondere la limitazione della libertà di espressione per altri soggetti meno noti.
A partire dal 4 luglio 2018, hanno temporaneamente bloccato l'accesso alle loro pagine anche Wikipedia in spagnolo, Wikipedia in lettone e Wikipedia in estone, seguite da Wikipedia in catalano, Wikipedia in polacco, Wikipedia in galiziano e Wikipedia in basco e, durante la notte precedente il voto, Wikipedia in portoghese.
Le proteste in ogni caso sarebbero giustificate dalle modifiche che queste comporterebbero per gli altri siti web, soprattutto in relazione all'estrazione di testi e dati (Text and Data Mining) e al pagamento per la pubblicazione di link. Le modifiche potrebbero portare a un decremento della performance di siti come Google o Facebook e le compagnie digitali europee che gestiscono portali online potrebbero subire un danno di competitività in confronto a imprese americane, cinesi o estere in generale, i cui governi non implementano tali misure.

### Favorevoli all'approvazione della direttiva
L'approvazione della direttiva è sostenuta da editori, grandi etichette musicali, società degli autori, giornalisti, gruppi musicali, autori, creatori ed artisti. Ritengono che uno dei principali vantaggi delle direttive sia la possibilità di far valere i propri diritti anche nei confronti di grandi fornitori di piattaforme online, spesso statunitensi, che dipendono per i loro profitti dai contenuti caricati dagli utenti. Una campagna organizzata dal Gruppo Europeo delle Società di Autori e Compositori ha raccolto oltre 32.000 firme di creatori, tra cui David Guetta, Ennio Morricone, Jean-Michel Jarre e gli Air. Altri sostenitori includono i musicisti Paul McCartney, James Blunt e Debbie Harry; l'autore Philip Pullman (direttore della Società degli Autori), l'Associazione delle Società Indipendenti di Musica, e l'editore tedesco Axel Springer.
Tra i membri del Parlamento europeo favorevoli figura l'eurodeputato Axel Voss, che ritiene esagerate le critiche alla direttiva, e sostiene che l'articolo 13 è stato concepito principalmente per le piattaforme che monetizzano contenuti non autorizzati e che è stato rivisto per restringerne il campo di applicazione.
Un gruppo di editori sostiene che sia in corso una "campagna di disinformazione" da parte di gruppi tra cui Google, che nel 2016 avrebbe speso 5,5 milioni di euro in attività di lobbying in Europa ed è tra gli sponsor della Electronic Frontier Foundation, un altro dei principali oppositori. I sostenitori della riforma riferiscono che le caselle elettroniche degli eurodeputati sono state inondate da così tante e-mail contrarie alla direttiva sul copyright che non possono più svolgere il loro lavoro. Essi sostengono che i fornitori di contenuti su licenza come Spotify e Netflix sono anche influenzati negativamente dall'attuale regime del copyright, che a loro avviso va a vantaggio delle piattaforme user-driven come YouTube e Facebook.
In un articolo pubblicato sul Corriere della Sera del 3 luglio 2018 si afferma che la direttiva non riguarderà le enciclopedie online senza scopo di lucro o altri siti web non commerciali. I sindacati italiani Cgil, Cisl e Uil hanno auspicato il voto favorevole alla Proposta di direttiva europea sul copyright, al fine di tutelare la cultura e l'industria creativa contro l'ingente sfruttamento economico operato dalle piattaforme multinazionali. Forza Italia e il Partito Democratico si sono detti favorevoli alla riforma introdotta dalla nuova direttiva.

## Emendamenti
Il 12 settembre 2018 la proposta è stata approvata dai membri del Parlamento Europeo con l'introduzione di 45 emendamenti che introducono l'uso per critica e parodia, l'esclusione dei link (hyperlink) e di piattaforme a uso didattico (Wikipedia) e piattaforme open source (Github), le piccole imprese e le start-up.